# Dunes (casino)
Pour les articles homonymes, voir Dune (homonymie).
Le Dunes était un hôtel et casino situé sur le Strip de Las Vegas, aux États-Unis. Il fut le dixième complexe hôtel/casino construit sur le Strip. Il ouvrit ses portes le 23 mai 1955 et ferma définitivement le 26 janvier 1993.
Sa destruction eut lieu en deux phases pendant les années 1993 et 1994. Le Bellagio occupe aujourd'hui l'ancien emplacement du casino Dunes.
De nombreux artistes se sont produits dans cet hôtel dont Dean Martin, Judy Garland, Violetta Villas, Line Renaud et Frank Sinatra.

## Caractéristiques
Les Dunes présentaient un thème arabe, et ont été conçues par Robert Dorr Jr. et John Replogle,. Le complexe occupait initialement 34 hectares. Le casino a ouvert ses portes avec 120 machines à sous. Le centre de congrès de 6 600 pieds carrés (610 m2), ouvert en 1959, pouvait accueillir 800 personnes,. Le casino a été rénové en 1961,, et un salon de keno a été ajouté 10 ans plus tard, dans le cadre d'un projet de rénovation de 2 millions de dollars,.

### Hôtel
Les Dunes ont ouvert leurs portes avec 194 chambres,, et des plans pour des chambres supplémentaires étaient déjà en cours d'élaboration, bien qu'il faudrait des années avant qu'ils ne se concrétisent. En 1957, des plans ont été annoncés pour une expansion de 2 millions de dollars qui comprendrait une tour de 14 étages. Un an plus tard, la tour proposée a été portée à 18 étages. 246 chambres supplémentaires ont finalement été ajoutées en 1960, avec l'ouverture de l'aile olympique, rejoignant l'aile existante de l'hippocampe.
La pose de la première pierre de la tour a finalement eu lieu le 20 octobre 1962,. Elle a été conçue par Milton Schwartz,, et l'ouverture a été retardée en raison de changements de conception. La tour a finalement ouvert ses portes en mai 1965. Elle comptait 510 chambres,,, ce qui portait le nombre total de chambres à 960. Avec ses 21 étages,, elle faisait partie des bâtiments les plus hauts du Nevada.
La tour était initialement connue sous le nom de Diamond of the Dunes, et fut plus tard appelée North Tower, à la suite de l'ajout de la South Tower. La construction de cette dernière a commencé le 26 juillet 1978, dans le cadre d'un projet d'expansion et de rénovation de 100 millions de dollars. La South Tower de 17 étages a été achevée le 12 avril 1979, et a été ouverte en décembre de cette même année. La deuxième tour a été conçue par Maxwell Starkman et comprenait 464 chambres, pour un nouveau total de 1 282.

### Terrain de golf
Les Dunes ont ouvert leur practice de golf Emerald Green en novembre 1961,,. Le parcours de golf Emerald Green a fait ses débuts en 1964, et son ouverture officielle a eu lieu en avril 1965,. Depuis lors, le complexe hôtelier était parfois connu sous le nom de Dunes Hotel and Country Club, reflétant ses installations de golf,. L'Emerald Green mesurait 7 240 yards, ce qui en faisait le plus long parcours de Las Vegas,,. Il s'étendait au sud de Flamingo Road jusqu'à Tropicana Avenue, occupant environ 80 acres sur le bord est de l'I-15. Riddle a acheté le site au banquier Jerry Mack et à Mel Close,, portant la superficie totale du complexe à 163 acres.